# Catuquinarú
El catuquinarú és una llengua extingida i no classificada de la tribu Catuquinaru del Brasil, conservada en poques paraules recollides per Jose Bach i publicada per G. E. Church el 1898. El nom és un derivatiu comú de catuquina. Loukotka l'inclou entre les llengües tupí, descrivint la gent com a catuquins tupinitzats. Tanmateix, el vocabulari poc conservat no s'assembla al de les llengües tupí, catuquines, o pano (compareu Waninawa).
Loukotka dona les paraules següents:
taka-su 'cap'
saña 'dent' '
punü 'mà'
uhehü 'aigua'
Bach va informar que el catuquinarú utilitzava una versió codificada del seu idioma per comunicar-se a distàncies de fins a 1,5 km mitjançant tambors anomenats cambarysus.